# EV6 Atlantische kust naar de Zwarte Zee

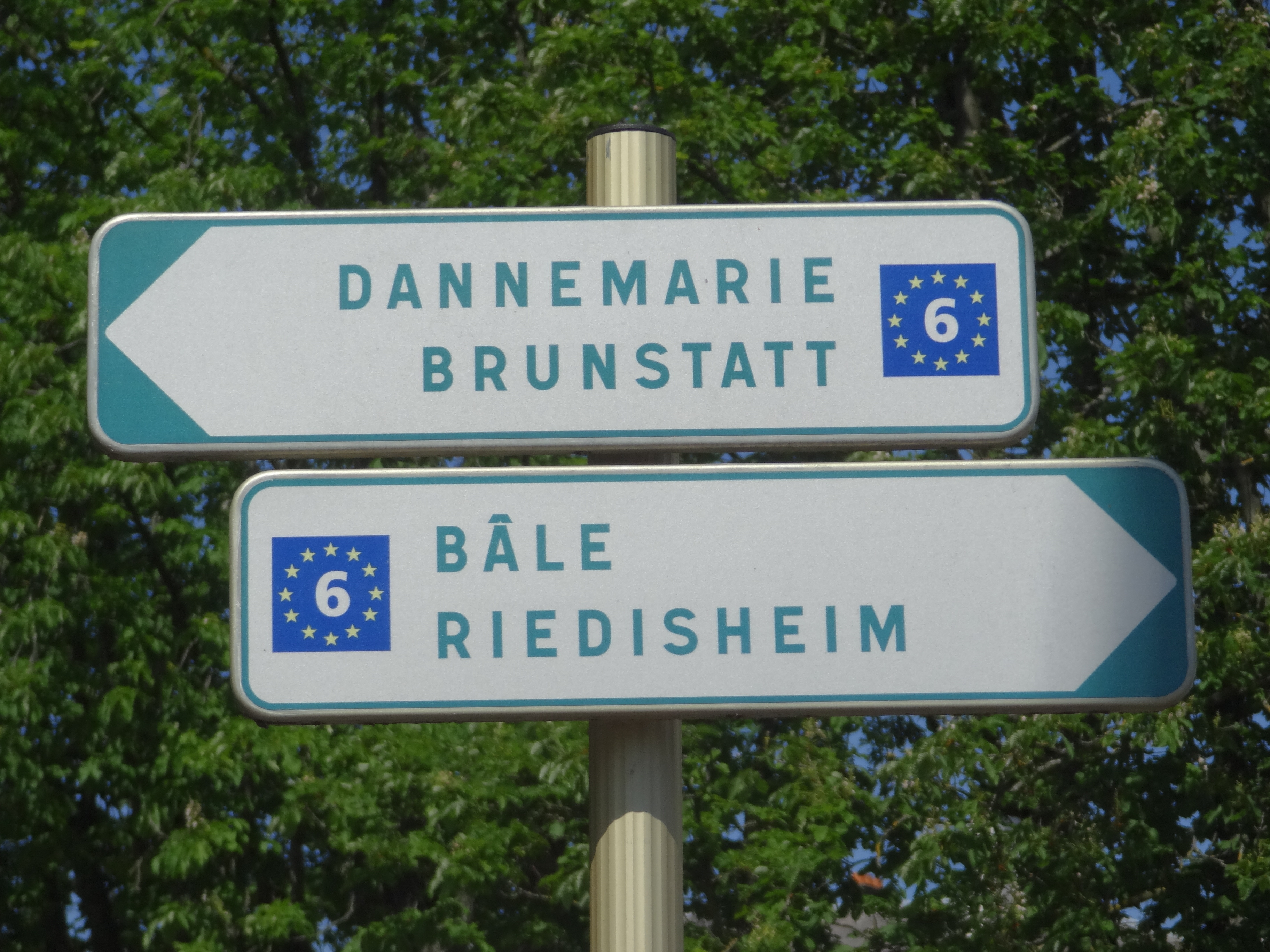

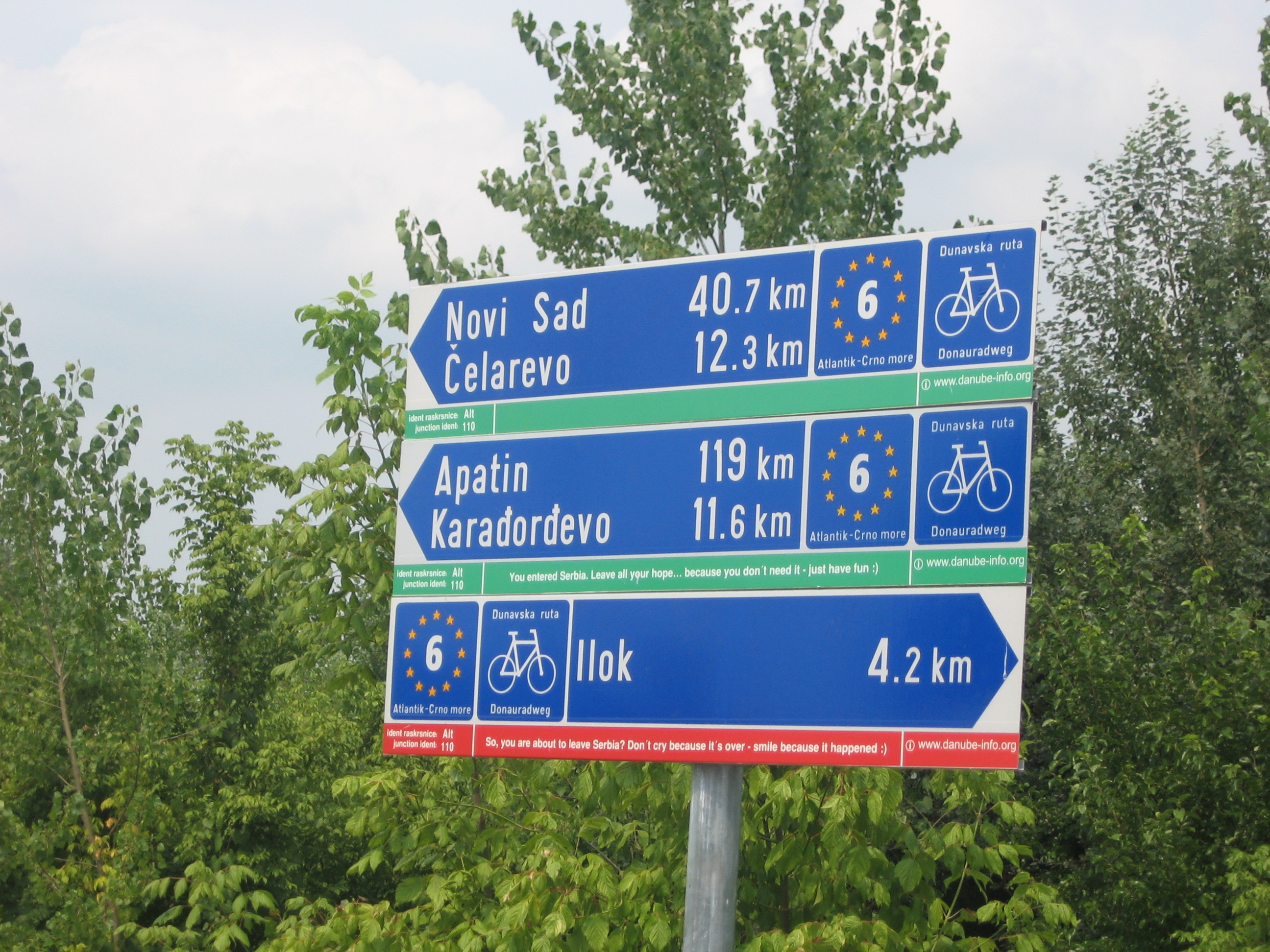
EuroVelo 6 in Servië

Atlantische kust naar de Zwarte Zee (Atlantic - Black Sea) is een geheel bewegwijzerde fietsroute van zo'n 4700 kilometer lang. De route maakt deel uit van het EuroVelo-netwerk van de European Cyclists' Federation, en is opgezet met financiering vanuit een Interreg-programma van de Europese Unie. Het type bewegwijzering verschilt van land tot land omdat gebruik wordt gemaakt van nationale netten van lange-afstandsfietsroutes. De route is vooral bedoeld voor fietsvakantie. 

## Routebeschrijving
Per land zijn de belangrijkste steden die doorkruist worden:
| Land                    | Belangrijkste steden (kruising met andere EuroVelo) |
| ----------------------- | --- |
| Frankrijk               | Nantes (EV1), Angers, Tours, Orléans (EV3), Saint-Firmin (EV3), Nevers, Besançon, Mulhouse (EV5, EV15)                                                                            |
| Zwitserland / Duitsland | Bazel (CH) ((EV5), Rheinfelden (CH) of Rheinfelden (D), Laufenburg (CH) of Laufenburg (D), Schaffhausen (CH), Stein am Rhein (EV15), Steckborn (CH) of Radolfzell am Bodensee (D) |
| Duitsland               | Tuttlingen, Mühlheim an der Donau, Sigmaringen, Ehingen (Donau), Ulm, Ingolstadt, Regensburg, Passau (EV7)                                                                        |
| Oostenrijk              | Linz (EV7), Wenen (EV9) |
| Slowakije               | Bratislava (EV13) |
| Hongarije               | Győr, Boedapest (EV14), Mohács (EV13) |
| Kroatië                 | Osijek, Vukovar |
| Servië                  | Sombor, Novi Sad, Veliko Gradište (EV13), Negotin (EV13) |
| Roemenië                | Orșova, Drobeta-Turnu Severin, Turnu Măgurele, Giurgiu, Oltenița |
| Bulgarije               | Silistra |
| Roemenië                | Constanța |

De route verbindt de Atlantische Oceaan met de Zwarte Zee. De route wordt ook wel Rivierenroute genoemd omdat ze rivieren als de Loire, Rijn en Donau (Donauradweg) volgt. Zowel bij de Rijn als bij de Donau is er een aantal maal de mogelijkheid aan beide zijden van de rivier te fietsen.
Onderweg zijn er veel bezienswaardigheden. Voor gidsen en toelichtingen moet gebruikgemaakt worden van het materiaal dat per land beschikbaar is. In sommige gevallen kan dat er toe leiden dat het alleen beschikbaar is in de taal van dat land. 

## Frankrijk
In Frankrijk start de route bij de Atlantische Oceaan (waar kan worden aangesloten op de EuroVelo EV1 Atlantische Kustroute) en maakt de route gebruik van de route La Loire á Vélo tot Nevers. Hierbij wordt de Loire gevolgd en gaat de route door het op de UNESCO werelderfgoedlijst geplaatste Loiredal tussen Sully-sur-Loire en Chalonnes-sur-Loire. Daarna is de route tot aan Bazel ook met aparte bebording bewegwijzerd. Ze gaat hierbij door de dalen van de Saône en de Dpubs en maakt hierbij ook deels gebruik van het Rhône-Rijnkanaal. Tussen Orléans en Saint-Firmin loopt de EuroVelo EV3 Pelgrimsroute parallel met de route mee. In Mulhouse kruist de route de EuroVelo EV5 Via Romea Francigena. Tussen Mulhouse en Bazel loopt de route parallel met de EuroVelo EV15 Rijnroute en volgt de loop van de Rijn.

## Zwitserland
In Zwitserland loopt de route tot Stein am Rhein parallel met de Nationale fietsroute 2 - Rijnroute (en de EuroVelo EV15 Rijnroute). Hier kan de Zwitserse kant van de Rijn gevolgd worden, maar ook de Duitse zijde.

## Duitsland
In Duitsland volgt de route de D8 - Rijnroute en vanaf Weil am Rhein ook de D6 - Donaufietsroute tot Passau. In Stein am Rhein verlaat de EuroVelo EV15 Rijnroute de route. Vanaf Passau loopt de EuroVelo EV7 Route van de Zon parallel mee met de route.

## Oostenrijk
De route blijft in Oostenrijk de Donaufietsroute volgen. Bij Linz verlaat de EuroVelo EV7 Route van de Zon de route. In Wenen kruist de route de EuroVelo EV9 Van Oostzee naar de Adriatische Zee. 

## Slowakije
De route blijft in Slowakije de Donaufietsroute volgen. In Bratislava kruist de route de EuroVelo EV13 IJzerengordijnpad.

## Hongarije
De route blijft de Donaufietsroute volgen tot Boedapest. Hier kruist de route de EuroVelo EV14 Meren en rivieren van Midden-Europa. In Mohács kruist de route de EuroVelo EV13 IJzerengordijnpad. Daarna loopt de route langs de Donau verder zuidwaarts door Hongarije.

## Kroatië
Er kan worden gekozen om de route via het Kroatische deel te rijden, maar er kan ook worden gekozen voor het Servische deel.

## Servië
De route loopt door Servië. Tussen Veliko Gradište en Negotin loopt de EuroVelo EV13 IJzerengordijnpad parallel met de route mee.

## Roemenië
De route loopt via de Donau door Roemenië.

## Bulgarije
De route loopt kort door Bulgarije.

## Roemenië
Uiteindelijk bereikt de route de Donaudelta en Zwarte Zee in Roemenië.